# Schisma
Der Ausdruck Schisma oder Glaubensspaltung bezeichnet die Spaltung innerhalb einer etablierten religiösen Glaubensgemeinschaft ohne Ausbildung einer neuen theologischen Auffassung (Häresie). Im Unterschied zu gegensätzlichen Fraktionen und Parteiungen innerhalb einer solchen Gemeinschaft ist die Spaltung durch die vollzogene Trennung gekennzeichnet. Der Begriff Kirchenspaltung bezieht sich eher auf den institutionellen Rahmen und die verschiedenen Kirchenverfassungen der getrennten Kirchen. Im ökumenischen Dialog der Kirchen wird der historisch weniger belastete Ausdruck Kirchentrennung bevorzugt.

## Begrifflichkeit, Abgrenzungen
Das Fremdwort Schisma (spätmittelhochdeutsch sc[h]isma) geht über kirchenlateinisch schisma auf altgriechisch σχίσμα s-chísma zurück, das „Spaltung, Trennung“ bedeutet. Im Griechischen sind „s“ und „ch“ getrennt zu sprechen, wie in „Dornrös’chen“; im Deutschen ist daneben auch die Aussprache wie bei „Schiff“ üblich. Der Plural lautet Schismen oder seltener Schismata.
Der Begriff Schisma wird vor allem mit Bezug auf die christlichen Kirchen und die Geschichte des Christentums verwendet. Glaubensspaltungen finden sich aber nicht allein im Christentum, sondern auch etwa im Islam zwischen Charidschiten, Schiiten und Sunniten sowie im Buddhismus. Gelegentlich wird der politische Bruch zwischen der Sowjetunion und der Volksrepublik China, das chinesisch-sowjetische Zerwürfnis, als kommunistisches Schisma bezeichnet.
Ferner bezeichnet Schisma im Codex Iuris Canonici der römisch-katholischen Kirche ein kirchenrechtliches Delikt, nämlich „die Verweigerung der Unterordnung unter den Papst oder der Gemeinschaft mit den diesem untergebenen Gliedern der Kirche“.

## Kirchengeschichte

### Alte Kirche
Glaubensspaltungen begleiten die Kirchengeschichte von Anbeginn und markieren häufig die Geburtsstunde von Kirchen bzw. christlichen Sondergemeinschaften, die in Konkurrenz zu den bestehenden Kirchen treten, siehe auch Alte Kirche. Dabei ist das Konzept einer konsistenten und einheitlichen „alten Kirche“ in der Frühphase des sich verbreitenden Christentums kritisch zu sehen. Denn mit dem Adjektiv „alt“ können viele Entwicklungslinien, ob trinitarische, arianische, pelagianische, nestorianische, donatistische oder marcionitische (doketistische) und weitere Linien charakterisiert werden.
Im Neuen Testament, vor allem in den Paulus-Briefen, finden sich viele Spuren von Zerwürfnissen und Abspaltungen. Die tiefste Krise entstand aus der Frage nach der Geltung des alttestamentlichen Gesetzes (Tora) auch für die Heidenchristen. Die Ebioniten, eine starke judenchristliche Gruppe, gingen dabei für die entstehende Kirche verloren.
Im Jahre 144 n. Chr. etwa kam es zwischen Marcion und der Altkirche zum Konflikt und Bruch mit der vorherrschenden Exegese und zur Gründung einer eigenen, gnostisch geprägten Glaubensgemeinschaft. Marcion wurde wahrscheinlich aus der römischen Gemeinde ,verbannt', gründete eigene Gemeinden und sammelte Anhänger um sich, an die sich altkirchliche Bischöfe und Priester anschlossen. Im Unterschied zu den gnostischen Sekten war die Gemeinschaft der Marcioniten straff organisiert; sie konnte gerade dadurch für die Altkirche zu einer ernst zu nehmenden Konkurrenz werden. Durch Reisen Marcions breitete sich seine Lehre rasch bis nach Ägypten und Persien aus. Unter Konstantin wurden die marcionitischen Gemeinden bekämpft, die in manchen Regionen des Imperium Romanum mehr Anhänger hatten als die übrigen Gemeinden.
In der Folgezeit kristallisierte sich im Prozess von Klärungen und Spaltungen diejenige Gemeinschaft heraus, die sich selbst und ihr Glaubensbekenntnis als orthodox und katholisch verstand. Dies geschah bis ins 4. Jahrhundert (konstantinische Wende) ohne staatliche Machtmittel. Wenn eine dogmatische Glaubensauffassung wie die der Gnostiker, Donatisten, Arianer und anderer nach langen Auseinandersetzungen für irrig erklärt war, wurde über ihre Anhänger der Ausschluss (Exkommunikation) verhängt, was jedoch keinerlei zivilrechtliche Folgen hatte.
Bis 313 waren die Sondergemeinschaften ebenso wie die orthodox-katholische Kirche Ziel staatlicher Christenverfolgungen. Erst nach dem Entstehen der römischen Reichskirche waren die „häretischen“ Gemeinschaften Benachteiligungen seitens des römischen Staates ausgesetzt.
Das Konzil von Chalcedon von 451 brachte eine Reihe von Abspaltungen der dem Monophysitismus zuzurechnenden Kirchen mit sich. Eine davon ist die Abspaltung der Koptischen Kirche in Ägypten von der Reichskirche.
Im Unterschied zu den späteren Spaltungen im Mittelalter hatten bei den Kirchenspaltungen in frühchristlicher Zeit, die nicht selten Folge der Streite auf den Konzilien waren, theologische Auseinandersetzungen gegenüber den kirchenpolitischen Fragen das größere Gewicht.

### Mittelalter
Ein markantes Ereignis einer Glaubensspaltung stellt das große morgenländische Schisma 1054 dar. Im Sinne des griechischen Wortes Spaltung ist dieser Begriff in die Geschichtsschreibung eingeflossen. Hier bedeutet dies die Trennung der lateinischen Kirche des Westens von der griechischen Kirche des Ostens, die Griechenland bzw. das byzantinische Reich umfasste (griechisch-orthodoxe Kirche). Ausschlaggebend für diese Spaltung war die Frage nach dem Zentrum der Christenheit, welche der lateinische Westen in Rom als dem Felsen Petri und der griechische Osten in Konstantinopel sah. Der Papst in Rom als Patriarch des lateinischen Westens und Abendlandes und der Patriarch in Konstantinopel als das geistliche Oberhaupt des griechischen Ostens und Morgenlandes exkommunizierten einander. Entscheidend für diese Trennung waren primär weniger theologische Differenzen, die sich über Jahrhunderte hinweg entwickelten, sondern eher kirchenpolitische Interessen, die mit dem Wachstum der Macht und des Ansehens des Papsttums zusammenhingen. Die alte Reichskirche, wie sie seit dem römischen Kaiser Konstantin I. bestand, hörte hiermit auf zu existieren.
In der Zeit von 1378 bis 1417 kam es zum sogenannten abendländischen Schisma. Dabei erhoben gleich mehrere Personen Anspruch auf das Papsttum. Nicht nur in Rom, sondern auch in Avignon residierten Päpste und Gegenpäpste. Mitte des 15. Jahrhunderts zur Zeit Eugens IV. erhob auch der vom Konzil von Basel gewählte Felix V. (1439–1449) als letzter katholischer Gegenpapst Anspruch auf den Thron. Er resignierte jedoch, da er und damit das Konzil sich nicht durchsetzen konnten.
Weitere Abspaltungen des Mittelalters, die die katholische Kirche als Häresien ansah, waren u. a. die Waldenser und die Katharer. Es gab außerdem auch Gegenbischöfe.

### Frühe Neuzeit
Das Zeitalter der Reformation wird auch als „Zeitalter der Glaubensspaltung“ bezeichnet. Es nahm seinen Anfang im Jahr 1517 mit dem Thesenanschlag von Wittenberg durch Martin Luther, zu dessen Folgen auch der Bauernkrieg von 1525 zählte. Es ging mit dem Westfälischen Frieden von 1648 zu Ende. In diesem Zeitraum fanden Glaubenskämpfe statt, insbesondere die Kämpfe des deutschen Protestantismus gegen das katholische Kaisertum unter Kaiser Karl V. und die Verfolgungen der Hugenotten in Frankreich. Für die Zeit der Glaubenskämpfe von 1550 bis 1648 hat sich der von Wolfgang Reinhard und Heinz Schilling eingeführte Begriff der Konfessionalisierung bzw. des „konfessionellen Zeitalters“ durchgesetzt.
Die innerkatholischen Reformbestrebungen begannen mit Papst Hadrian VI. (1522–1523) und verstärkten sich seit dem Konzil von Trient (1545–1563) bis zur eigentlichen Gegenreformation. Sie zielten darauf ab, die Spaltung im Sinne der katholischen Kirche rückgängig zu machen. Dabei bediente man sich sowohl diplomatischer Mittel der Überzeugung als auch der Gewalt. Der Versuch, den Protestantismus gewaltsam zu überwinden und seine Anhänger wieder in die römische Kirche zu integrieren, blieb letztlich erfolglos. Diese Bestrebungen stellen nach Arno Herzig Maßnahmen einer Sozialdisziplinierung im Sinne einer Rekatholisierungspolitik dar. Der Westfälische Frieden gilt als ein Schlusspunkt der Glaubenskämpfe, er beendete jedoch nicht die durch die Reformation verursachte Kirchenspaltung.

### Glaubensspaltung und ökumenischer Dialog
Die Glaubensspaltung bleibt bis heute bestehen. Der ökumenische Dialog bemüht sich um eine schrittweise Annäherung zwischen den getrennten Kirchen. Papst Johannes Paul II. hatte sich während seines Pontifikates vor allem der Ökumene mit den Ostkirchen zugewandt. Doch wirken unterschiedliche Auffassungen in zahlreichen Bereichen immer noch trennend, nicht zuletzt wird das Papstamt selbst in seiner historisch entwickelten Gestalt nach dem Ersten Vatikanischen Konzil als Hindernis für die Einheit empfunden. Darum wird das Streben nach Anerkennung des Bestehens der jeweils anderen Kirche und das Bemühen um ein beiderseitiges Mit- und Nebeneinander bereits als wichtiger Schritt angesehen.
Tatsächlich aber gelang 1965 dem ökumenischen Patriarchen Athinagoras und Papst Paul VI. eine vorsichtige Annäherung, indem sie zumindest den gegenseitigen Bann ihrer Vorgänger (1054) auflösten. Unter dem Zeichen der Ökumene erreichte es der Grieche sogar, den Italiener zu überzeugen, die einst durch die Kreuzzüge (1., 4. und 5.) als lokale Konkurrenz eingerichteten Lateinischen Gegenpatriarchate von Antiochien (1098), Jerusalem (1099), Konstantinopel (1204) und Alexandrien (1219) auch formal abzuschaffen. Trotzdem wurde die Hoffnung des Patriarchen „… dass wir die Kommunion der Heiligen Sakramente wieder so teilen können, wie es bis zum Jahr 1054 der Fall war“ nicht erfüllt.

## „Schisma“ als Delikt nach römisch-katholischem Kirchenrecht
Can. 751 des Codex Iuris Canonici (CIC) definiert Schisma als „die Verweigerung der Unterordnung unter den Papst oder der Gemeinschaft mit den diesem untergebenen Gliedern der Kirche“. Beispielsweise bewertete Papst Johannes Paul II. im Motu proprio Ecclesia Dei vom 2. Juli 1988 die unerlaubten Bischofsweihen, die Erzbischof Marcel Lefebvre am 30. Juni 1988 durchgeführt hatte, mit Bezug auf Can. 751 CIC als „schismatischen Akt“.
Mit Erklärung vom 24. April 2006 stellten die deutschen katholischen Bischöfe fest, der Austritt aus der katholischen Kirche erfülle den „Tatbestand des Schismas im Sinn des c. 751 CIC“ und ziehe die Kirchenstrafe der Exkommunikation nach sich.